# 하동 쌍계사 마애여래좌상
하동 쌍계사 마애여래좌상(河東 雙溪寺 磨崖如來坐像)은 대한민국 경상남도 하동군 화개면 운수리, 쌍계사에 있는 마애불이다.
1983년 7월 20일 경상남도의 문화재자료 제48호 쌍계사 마애불로 지정되었다가, 2018년 12월 20일 현재의 명칭으로 변경되었다.

## 개요
경상남도 하동군 화개면 쌍계사 대웅전의 동쪽에 있는 큰 암석의 한 면을 움푹 들어가게 파내고 그 안에 불상을 돋을새김 하였다.
머리 위에는 상투 모양의 머리묶음이 높고 크게 표현되었으며, 옷은 두툼하여 옷주름이 무릎 부분 이외에는 뚜렷하지 않다. 왼손은 오른손 위에 올려 놓고 있어 무엇인가를 받들고 있는 듯하다.
스님으로 보일 만큼 매우 순박한 모습의 이 불상은 옷이나 손모양 등에서 특이한 점이 보이며, 고려시대에 만든 것으로 추정된다.

## 참고 문헌
- 하동 쌍계사 마애여래좌상 - 국가유산청 국가유산포털